# Dryopteris pseudofilix-mas
Dryopteris pseudofilix-mas är en träjonväxtart som först beskrevs av Fée, och fick sitt nu gällande namn av Werner Hugo Paul Rothmaler. Dryopteris pseudofilix-mas ingår i släktet Dryopteris och familjen Dryopteridaceae. Inga underarter finns listade.